# Орден «За заслуги перед Македонією»
Орден «За заслуги перед Македонією» є четвертою за значимістю державною нагородою, як випливає з назви, це орден за заслуги перед Республікою Македонія в політичній, соціальній, а також культурній та інших сферах.

## Особливості

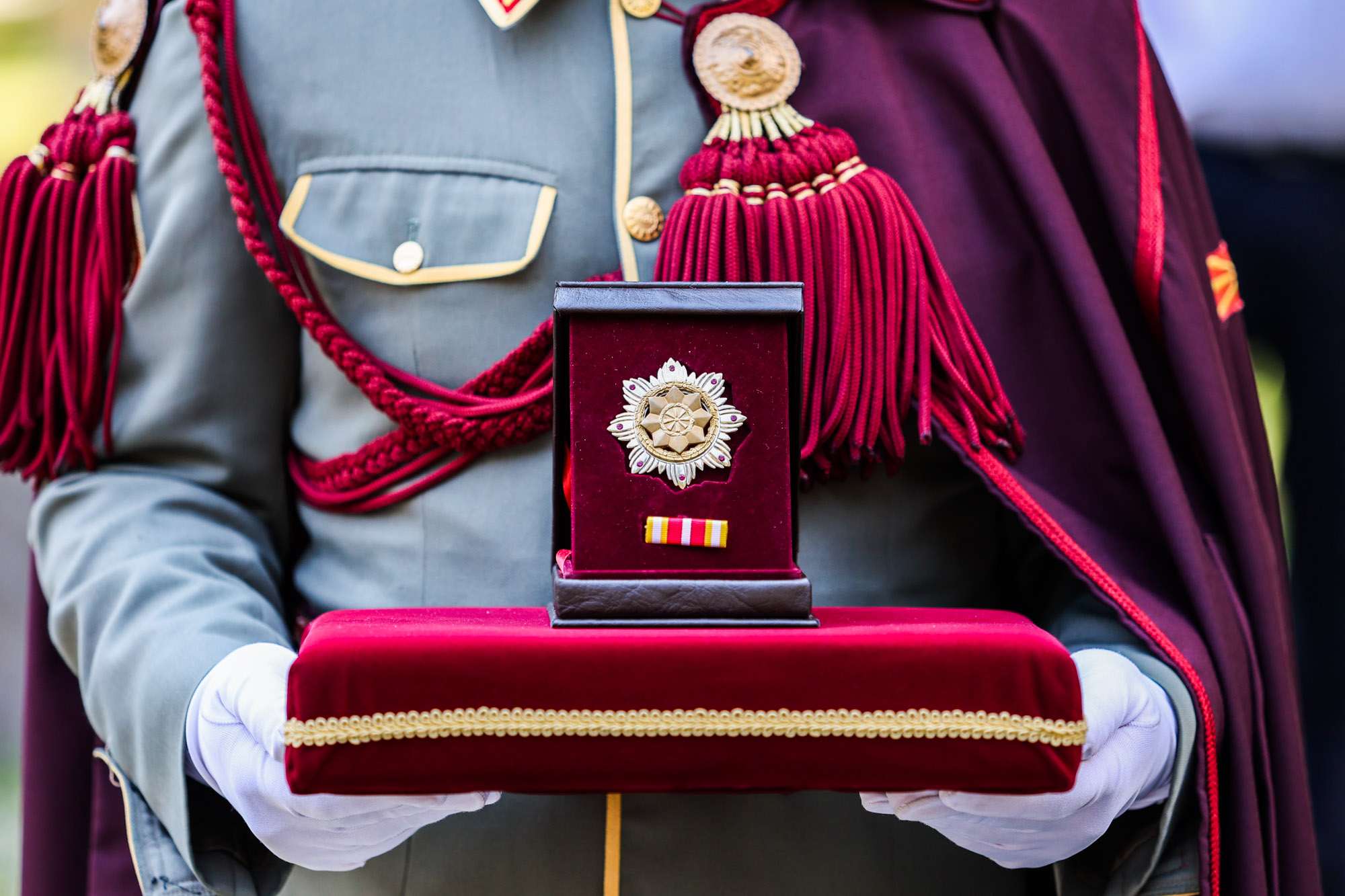
Зовнішній вигляд ордена «За заслуги».

Має базову форму зірки з розмірами 65 мм.
Орден виконано зі срібла, позолоченої, тонованої теплої емалі. Є відповідна стрічка і мініатюрна стрічка.
На зворотному боці медалі штампують порядковий номер нагороди, відповідний клеймо за чистотою металу, з якого вона виготовлена, та клеймо виробника.
Кожна нагорода і мініатюра мають відповідну коробку, певного кольору, який розмірно відповідає розмірам нагород. На кришці скриньки з позолотою назва нагороди.
Стрічки для медалей виготовлені з маринованого шовку встановленого кольору та розміру.

## Автор
Автором концептуального проекту ордена є Петар Гайдов, колишній член і віце-президент Македонської геральдичної асоціації.

## Критерії
Орденом «За заслуги перед Македонією» нагороджуються:
- фізичні особи, державні і неурядові організації та об'єднання громадян, юридичні особи, а також інші органи та організації за особливі заслуги в політичному і громадському житті Республіки Македонія, а також керівники дипломатичних і консульських установ інших країн країни та міжнародні організації та інші асоціації, акредитовані в Республіці Македонія; іноземні громадяни та іноземні установи і організації за особливі заслуги перед суверенітетом, незалежністю та територіальною цілісністю Республіки Македонія, за успішну організацію та ефективну реалізацію функцій органів державної влади, за особливо вагомі досягнення в економіці, освіті, науці, культурі, інноваціях, охороні здоров'я, соціальній політиці, спорті та в охороні та розвитку навколишнього середовища та природи, а також за особливий внесок у успішну організацію та ефективне функціонування установ та організацій у цих сферах за заслуги у досягненні та сприянні міжнародному співробітництву, відносин в Республіці Македонія, за особливі заслуги за успішну реалізацію та сприяння відносинам і співробітництву Республіки Македонія з іншими країнами та з міжнародними установами та організаціями, а також за її утвердження у світі в окремих сферах і діяльності та
- за особливі заслуги, які можуть бути виражені, та за міжособистісну допомогу чи гуманітарну допомогу, яка здійснюється через особисту відданість.

## Лицарі
- 2007 - письменник Петре Міто Андреєвський (посмертно)
- 2007 - академік Георгі Філіповський
- 2007 - академік Благой Попов
- 2007 - академік Джордан Поп-Джорданов
- 2007 р. - академік Ксенте Богоєв
- 2007 р. - академік Георгій Єфремов
- 2007 р. - академік Матея Матевскі
- 2007 р. - академік Цветан Грозданов
- 2007 р. - Міжнародний семінар з македонської мови, літератури та культури
- 2008 - фольклорний ансамбль «Танец»
- 2008 р. – філологічний факультет «Блазе Конескі» Університету «Св. Кирила і Мефодія»[1]
- 2008 р. – лісотехнічний факультет Університету «Св. Кирила і Мефодія»[1]
- 2008 р. – природничо-математичний факультет Університету «Св. Кирила і Мефодія»[1]
- 2008 р. – медичний факультет Університету «Св. Кирила і Мефодія»[1]
- 2008 р. – факультет сільськогосподарських наук Університету «Св. Кирила і Мефодія»[1]
- 2009 - піаніст Симон Трпчеський
- 2010 - Есма Реджепова
- 2010 - Круме Кепеський (посмертно)
- 2010 - Охридське літо
- 2011 - NCiKV Наслідний принц Отто фон Габсбург[2]
- 2011 – Струзькі вечори поезії
- 2011 - співак і гуманітарний активіст Тоше Проескі (посмертно) [3]
- 2011 — Ліана Думітреску — перший представник македонців у румунському парламенті (посмертно)
- 2011 р. – юридичний факультет «Iustinianus Primus», університет «Св. Кирила і Мефодія»
- 2011 - Національна установа Турецький театр
- 2011 – Корпус миру США
- 2011 – Південно-Східноєвропейський університет, Тетово
- 2011 р. - Державний архів Республіки Македонія[4]
- 2014 - Євген Суханов[4]
- 2014 - Петар Іваноський-Тиквар[5]
- 2014 - Македонська філармонія[6]
- 2014 р. – Національна та університетська бібліотека «Св. Климент Охридський»[7]
- 2014 - Македонське радіо і телебачення
- 2016 - Національний банк Республіки Македонія
- 2021 - Горан Стефановський (посмертно), Зафір Хадзіманов (посмертно), Рамзі Незімі (посмертно), Живко Мукаєтов[8]